# Thando Thabethe
Thando Thabethe (sinh ngày 18 tháng 6 năm 1990) là một nữ diễn viên, DJ radio, người dẫn chương trình truyền hình người Nam Phi và là đại sứ thương hiệu châu Phi đầu tiên cho Nivea.
Cô cũng là người dẫn chương trình trong chương trình truyền hình của mình trên kênh TLC Thando Bares All. Cô đóng vai Nolwazi Buzo trong vở opera xà phòng Nam Phi, từ 2014-2017 trên Generations:The Legacy. Cô cũng là một DJ radio trên 5FM, đã bắt đầu sự nghiệp phát thanh vào năm 2008 tại UJFM trước khi chuyển sang đài phát thanh trẻ nổi tiếng YFM vào năm 2011. Đồng thời, cô đã giành được vai chính của Thando Nkosi trong sitcom đình đám My Perfect Family với 3 mùa. Sau đó, cô đã tham gia 5FM vào năm 2013 trên The Roger Goode Show trước khi hạ cánh chương trình của riêng mình vào các ngày trong tuần trên 5FM, The Thando Thabooty Show The Thabooty Drive. Các công việc nổi bật khác bao gồm, câu lạc bộ 808, Intersexions, Ngempela, Kowethu, 1s và 2s, và Single Guys. Cha của Thando chết khi cô học lớp 8.
Năm 2016, cô đã tham gia vào định dạng quốc tế nổi tiếng "lip sync battle" thực hiện một bản giới thiệu của Amy Winehouse quá cố.
Trong cùng năm đó, cô đóng vai chính trong bộ phim điện ảnh đầu tiên của mình, Mr Right Guy cùng với Dineo Moeketsi, Thapelo Mokoena và Lehasa Moloi.
Năm 2016, cô đã tổ chức Giải thưởng Âm nhạc Nam Phi, cùng với Somizi Mhlongo và năm 2017, cô đã tổ chức các giải thưởng Điện ảnh và Truyền hình Nam Phi
Năm 2018, cô đóng vai chính trong "Người giúp việc" với vai Linda Ndlovu.